# Asamblea Nacional del Chad
La Asamblea Nacional (en francés: Assemblée nationale; en árabe : الجمعية الوطنية ) es la cámara baja del Parlamento de Chad. Sus diputados son elegidos por un período de cinco años
Se encuentra integrada por 155 miembros, elegidos para períodos de cuatro años, que anualmente se reúnen en tres ocasiones. La asamblea sostiene dos sesiones ordinarias al año, a partir de marzo y octubre y puede celebrar sesiones especiales sólo si el primer ministro los convoca. Los diputados eligen a un presidente de la asamblea cada dos años, quien tiene la tarea de firmar o rechazar las leyes recién aprobadas dentro de un plazo de quince días. La Asamblea Nacional debe aprobar el proyecto de ley del primer ministro, además de que puede obligarlo a dimitir a través de un voto de mayoría de no confianza. Sin embargo, si la Asamblea Nacional rechaza el proyecto de ley del poder ejecutivo más de dos veces en un año, el presidente puede disolver la asamblea y exigir nuevas elecciones legislativas. En la práctica, el presidente ejerce una influencia considerable en la Asamblea Nacional a través de su partido, el Movimiento de Salvación Patriótica (MPS), que posee la gran mayoría de los asientos.
- Datos: Q1599346
- Multimedia: Parlement du Tchad / Q1599346